# خوان فيلاسكو (لاعب كرة قدم)
خوان فيلاسكو (بالإسبانية: Juan Velasco Damas)‏ هو مدرب كرة قدم ولاعب كرة قدم إسباني في مركز ظهير ‏، ولد في 17 مايو 1977 في دوس إيرماناس في إسبانيا. شارك مع منتخب إسبانيا تحت 21 سنة لكرة القدم ومنتخب إسبانيا لكرة القدم. أما مع النوادي، فقد لعب مع أتلتيكو مدريد وإسبانيول وإشبيلية أتلتيكو وسيلتا فيغو ونادي إشبيلية ونادي لاريسا ونورويتش سيتي.

## وصلات خارجية
- خوان فيلاسكو (لاعب كرة قدم) على موقع قاعدة بيانات كرة القدم.إي يو (الإنجليزية)
- خوان فيلاسكو (لاعب كرة قدم) على موقع ناشيونال فوتبول تيمز (الإنجليزية)
- خوان فيلاسكو (لاعب كرة قدم) على موقع Soccerbase.com (لاعب) (الإنجليزية)